# FK Nisa Aşgabat
El FK Nisa Aşgabat és un club de futbol de Turkmenistan de la ciutat d'Aşgabat.

## Palmarès
- Lliga turcmana de futbol:[1]
  - 1996, 1999, 2001, 2003
- Copa turcmana de futbol:
  - 1998